# Robert Schumann-Preis für Dichtung und Musik
Der Robert Schumann-Preis für Dichtung und Musik wird von der Akademie der Wissenschaften und der Literatur in Mainz seit 2012 alle zwei Jahre an „Persönlichkeiten für ein herausragendes Lebenswerk auf dem Gebiet der Dichtung und der Musik“ (sowie der Musikvermittlung) vergeben. Gestiftet wurde der nach dem deutschen Komponisten Robert Schumann benannte und mit 15.000 Euro dotierte Preis (Stand 2022) von der Mainzer Strecker-Stiftung.

## Preisträger
- 2012: Pierre Boulez
- 2014: Wolfgang Rihm
- 2016: Aribert Reimann
- 2018: Jörg Widmann
- 2020: Olga Neuwirth
- 2022: Heinz Holliger